# Semaeopus pallida
Semaeopus pallida är en fjärilsart som beskrevs av W. Warren 1895. Semaeopus pallida ingår i släktet Semaeopus och familjen mätare. Inga underarter finns listade i Catalogue of Life.